# Clas Kurck
Clas Carl Gustaf Kurck, född 26 augusti 1849 i Färlövs socken, Kristianstads län, död 21 juli 1937 i Lunds domkyrkoförsamling, Malmöhus län, var en svensk friherre och geolog.
Kurck blev student vid Uppsala universitet 1871 och vid Leipzigs universitet 1874. Han var extra geolog vid Sveriges geologiska undersökning (SGU) 1874–75 och arrendator av egendomen Petersborg i Smedstorps socken, Kristianstads län, 1877–95. Han författade uppsatser av huvudsakligen geologiskt innehåll och blev filosofie hedersdoktor vid Lunds universitet 1918.